# فريد عبد الرحمن
فريد عبد الرحمن، حكم كرة قدم إماراتي دولي سابق.

## مسيرته التحكيميّة
يعدّ فريد عبد الرحمن أوّل حكم دولي في دولة الإمارات 1976م، حكّم في تونس وسوريا والمغرب وجميع دول الخليج العربي وماليزيا وكوريا الجنوبية والصين ونيبال.
حكّم فريد عبد الرحمن أيضاً في كأس الخليج 1982م، وقد أدار مباراة منتخب البحرين لكرة القدم ومنتخب عمان لكرة القدم في 25 مارس 1982م، وقد حكم في كأس الخليج 1986م، وقد أدار مباراة منتخب الكويت لكرة القدم

### التقاعد
تقاعد عن التحكيم عام 1988م وأصبح مراقباً دولياً للاتحاد الآسيوي لعشر سنوات.